# Centrale idroelettrica di Tocco da Casauria
La centrale idroelettrica di Tocco da Casauria è una centrale di produzione elettrica sul territorio del comune di Tocco da Casauria, situata sulla Strada Statale 5 Via Tiburtina Valeria nella zona del 1° salto del Fiume Pescara vicino i confini con i territori di Popoli Terme e Bussi sul Tirino.

## Storia
Nel 1910 furono messi in opera i primi impianti di turbine per la produzione di elettricità nella centrale idroelettrica di Tocco sul 1º salto del fiume Pescara e negli anni successivi furono migliorati.
Durante la guerra gli alleati eseguirono dei bombardamenti, in un'occasione venne bombardata la centrale idroelettrica di Tocco sul fiume Pescara, e in un'altra occasione, la mattina del 25 gennaio 1944 intorno alle 9:30 un singolo aereo dell'aviazione inglese bombardò il centro abitato di Tocco causando morti civili e danni a degli edifici.
Nel 2013 si è risolto un contenzioso, iniziato nel 2011, tra l'Enel ed il comune di Tocco da Casauria in merito al mancato pagamento dell'Imposta comunale sugli immobili. La situazione si è risolta con l'Enel che ha dovuto versare al comune 109.000 euro di ICI non pagata precedentemente.